# Nectandra roberto-andinoi
Nectandra roberto-andinoi är en lagerväxtart som först beskrevs av Cirilo Nelson, och fick sitt nu gällande namn av Cirilo Nelson. Nectandra roberto-andinoi ingår i släktet Nectandra och familjen lagerväxter. Inga underarter finns listade i Catalogue of Life.